# 粉艷杜鵑
粉艷杜鵑，是日本現役純種競賽馬匹。目前主要勝場有2024年紫苑錦標。

## 出賽前
2021年3月29日出生於北海道安平町北部牧場，成長途中於一口馬主俱樂部G1 Racing Co. Ltd.進行馬主募集。
其後交由美浦訓練中心練馬師加藤士津八訓練。

## 競賽生涯

### 2歲
2023年12月3日出戰中山競馬場2歲新馬戰，比賽途中維持在第二的位置，於第三彎道開始爬升取代對手，最終繼續維持優勢下取得首勝。

### 3歲
2024年首戰為一捷馬戰水仙賞，繼續採用新馬戰時的戰術，維持於先行好位下在第三、四彎道取得領先，最終以1馬位優勢戰勝對手。
4月21日出戰花仙錦標，然而比賽前經已出現焦燥，在比賽途中亦未能保持平穩的走勢，最終在直路上被其他賽駒壓制僅跑獲第四。
6月轉戰泥地出戰關東橡樹大賽，然而全無適性下在第二圈後半段經已失速墮後，最終以第九大敗。
秋季回歸草地賽場，以秋華賞前哨戰紫苑錦標作為目標。比賽開始後，其以優秀的反應進佔位置，維持在領放馬Isola Felice的後方，並於第四彎道待對手力弱下進佔最前方的位置。進入直路後，其繼續在內欄的位置展現衝刺力，率先透出下一直在先頭保持優勢，最終壓贏衝出的心傾慕及驍智嬌娃取得首個分級賽冠軍，同時亦以1分56.6秒的完賽時間打破中山競馬場草地2000米跑道紀錄。
10月按照計劃出戰秋華賞，比賽初段由外檔位置迅速貼欄杆，維持在領放馬東赤兔後方第二的位置，雖然於對面直路未有緊貼對手前進，但粉艷杜鵑自身亦跑出不慢的步速，拉開主馬群多個馬位的距離。進入直路後，其開始展開衝刺以求取得領先，雖然在中團追上力弱的東赤兔，但自身亦受到步速影響下表現乏力，最終被雪嶺熱點、驍智嬌娃、橡木城及艷紫芳馨超越下取得第五。

### 4歲
休養過後在2025年年初復出出戰中山金盃，本次比賽選擇領放的戰術，在前往位置單騎獨走帶出前100米58.7秒的稍快步速。進入直路後，其仍然保有優勢並開始衝刺，但仍然被勢頭猛烈的爽爽海風、Meiner Mond及本色天生超越，以第四的戰績落敗。
3月8日出戰中山牝馬錦標，比賽初段繼續維持在第二的位置穩步推進，縱然前方的Peisha Flower開始拉開距離其亦未有追趕。進入直路後，其開始以望空的狀態展開衝刺，於中段一度取得優勢，但可惜其後被衝出的聽講及贊詠超越，最終取得第三的戰績。
其後繼續挑戰維多利亞一哩賽，然而本次比賽因慢閘加上處於內檔的關係未能順利領放，改為保持在中後方位置等待時機。進入直路後，其嘗試以內欄突圍的方式展開衝刺，但最終稍為力弱下以第九落敗。
8月3日船則以皇后錦標作為下一場賽事，本次比賽再度因為漏閘未能搶前，保持在隊伍最後方位置推進，但在直路上無法展現衝勁下最終以第九完賽。

### 詳細賽績
| 日期       | 舉辦國家 | 馬場 | 距離   | 級別  | 賽事名稱       | 負重 | 騎師       | 馬號 | 出馬 | 名次 | 時間   | 頭馬（二馬）        |
| ---------- | -------- | ---- | ------ | ----- | -------------- | ---- | ---------- | ---- | ---- | ---- | ------ | ------------------- |
| 3/12/2023  | 日本     | 中山 | 草2000 |       | 2歲新馬        | 55   | 石川裕紀人 | 12   | 16   | 1    | 2:00.7 | （Pacific Heights） |
| 24/2/2024  | 日本     | 中山 | 草2200 |       | 水仙賞         | 55   | 石川裕紀人 | 5    | 7    | 1    | 2:14.3 | （Meiner Frantz）   |
| 21/4/2024  | 日本     | 東京 | 草2000 | GII   | 花仙錦標       | 55   | 石川裕紀人 | 14   | 14   | 4    | 1:59.3 | 愛蓓麗              |
| 12/6/2024  | 日本     | 川崎 | 泥2100 | JpnII | 關東橡樹大賽   | 55   | 石川裕紀人 | 9    | 11   | 9    | 2:24.5 | Andes Viento        |
| 7/9/2024   | 日本     | 中山 | 草2000 | GII   | 紫苑錦標       | 55   | 石川裕紀人 | 6    | 13   | 1    | 1:56.6 | （心傾慕）          |
| 13/10/2024 | 日本     | 京都 | 草2000 | GI    | 秋華賞         | 55   | 石川裕紀人 | 13   | 15   | 5    | 1:57.6 | 雪嶺熱點            |
| 5/1/2025   | 日本     | 中山 | 草2000 | GIII  | 中山金盃       | 55   | 石川裕紀人 | 15   | 18   | 4    | 1:58.5 | 爽爽海風            |
| 8/3/2025   | 日本     | 中山 | 草1800 | GIII  | 中山牝馬錦標   | 56   | 石川裕紀人 | 6    | 14   | 3    | 1:47.2 | 聽講                |
| 18/5/2025  | 日本     | 東京 | 草1600 | GI    | 維多利亞一哩賽 | 56   | 石川裕紀人 | 1    | 17   | 9    | 1:32.5 | 百塔意城            |
| 3/8/2025   | 日本     | 札幌 | 草1800 | GIII  | 皇后錦標       | 57   | 橫山武史   | 13   | 14   | 9    | 1:47.0 | 紙牌女王            |

## 血統簡介
父系爲一級賽七勝、2016及2017年日本馬王北部玄駒，祖父Black Tide雖二十二戰只得三勝，但血統上並不俗，爲日本最強賽馬之一大震撼的全兄。
母系Miss Erika為美國生產的日本賽駒，生涯僅勝出未勝利戰及地方賽事。外祖父問責為美國賽駒，曾勝出史提芬科士打讓賽 、韋特尼讓賽及育馬者盃經典大賽三項一級賽。

### 血統表
| 父線：週日寧靜系（Halo系）             |                             |                 |                  |
| 種馬 北部玄駒 2012年（棗色）           | Black Tide 2001年（深棗色） | 週日寧靜        | Halo             |
| 種馬 北部玄駒 2012年（棗色）           | Black Tide 2001年（深棗色） | 週日寧靜        | Wishing Well     |
| 種馬 北部玄駒 2012年（棗色）           | Black Tide 2001年（深棗色） | 風中秀髮        | Alzao            |
| 種馬 北部玄駒 2012年（棗色）           | Black Tide 2001年（深棗色） | 風中秀髮        | Burghclere       |
| 種馬 北部玄駒 2012年（棗色）           | Sugar Heart 2005年（棗色）  | 櫻花進王        | Sakura Yutaka O  |
| 種馬 北部玄駒 2012年（棗色）           | Sugar Heart 2005年（棗色）  | 櫻花進王        | Sakura Hogaromo  |
| 種馬 北部玄駒 2012年（棗色）           | Sugar Heart 2005年（棗色）  | Otome Gokoro    | Judge Angelucci  |
| 種馬 北部玄駒 2012年（棗色）           | Sugar Heart 2005年（棗色）  | Otome Gokoro    | Tizly            |
| 繁殖雌馬 Miss Erika 2012年（深棗色）   | 問責 2006年（棗色）         | Arch            | Kirs S.          |
| 繁殖雌馬 Miss Erika 2012年（深棗色）   | 問責 2006年（棗色）         | Arch            | {{{mffm}}}       |
| 繁殖雌馬 Miss Erika 2012年（深棗色）   | 問責 2006年（棗色）         | Liable          | Seeking the Gold |
| 繁殖雌馬 Miss Erika 2012年（深棗色）   | 問責 2006年（棗色）         | Liable          | Bound            |
| 繁殖雌馬 Miss Erika 2012年（深棗色）   | Le Relais 2004年（棗色）    | Coronados Quest | Forty Niner      |
| 繁殖雌馬 Miss Erika 2012年（深棗色）   | Le Relais 2004年（棗色）    | Coronados Quest | Laughing Look    |
| 繁殖雌馬 Miss Erika 2012年（深棗色）   | Le Relais 2004年（棗色）    | Malbay          | Apalachee        |
| 繁殖雌馬 Miss Erika 2012年（深棗色）   | Le Relais 2004年（棗色）    | Malbay          | Sawmill Lady     |
| 雌系：號族：2-n                        |                             |                 |                  |
| 五代內近親交配：利法爾 5×5、淘金者 5×5 |                             |                 |                  |

## 命名由來
名字Christmas Parade（クリスマスパレード）為杜鹃花科欧石楠属下的一種植物，聯想自母系Miss Erika之名字（Erika意思為歐石楠，亦是女性名字），香港取此植物外表特徵，翻譯為「粉艷杜鵑」。

## 外部連結
- 粉艷杜鵑 netkeiba.com
- 血統表